# すぺーす小倉屋
すぺーす小倉屋（すぺーすおぐらや、英称：Space Oguraya）は、東京都台東区谷中にあるギャラリー。

## 概要
享保（1716-1736年）年間、門前町にある感応寺（現・天王寺）傍で、小倉質店を営んだ。1830年（文政13年）、現在地の谷中に木造2階建の質屋小倉屋を建設。1916年（大正5年）、土蔵造3階建の小倉屋店舗に蔵を増築した。蔵は現在ギャラリーとして使われている。

## 沿革
- 享保（1716-1736年） - 門前町に小倉質店を創業
- 1830年（文政13年） - 谷中に質屋の小倉屋店舗を建設
- 1916年（大正5年） - 質屋の小倉屋の蔵を増築
- 1940年（昭和15年） - 質屋の小倉屋を廃業
- 1993年（平成5年） - ギャラリーに改修し、すぺーす小倉屋と改称
- 2000年（平成12年） - すぺーす小倉屋店舗とすぺーす小倉屋蔵が登録有形文化財となる[1]

## 建築概要
- 建築面積 - すぺーす小倉屋店舗:41m2、すぺーす小倉屋蔵：20m2
- 建築主 - 上田 平三郎氏
- 設計監理 - 不詳
- 施工業者 - 不詳

## 開館情報
- 現在閉館中（２０２０年１２月より）
- ２０２１年３月より台東区へ移管。再開館は未定

## 文化財

### 登録有形文化財（建造物）
スペース小倉屋店舗
1830年（文政13年）建築：木造2階建、スレート葺、建築面積：41m2。
登録年月日：2000年（平成12年）4月28日、種別：産業3次、登録基準：国土の歴史的景観に寄与しているもの。
すぺーす小倉屋蔵
1916年（大正5年）建築：土蔵造3階建、建築面積：20m2。
登録年月日：2000年（平成12年）4月28日、種別：産業3次、登録基準：再現することが容易でないもの。

## 交通アクセス
- 鉄道
  - JR京浜東北線 - 日暮里駅より徒歩10分
  - 東京メトロ千代田線 - 千駄木駅より徒歩12分

## ギャラリー
1995年5月に開廊：以前は敷地内に旧小倉屋質店店舗、２ヶ所の土蔵、明治和風の店主住まいと貸家複数が存在した。1993年賃貸マンション”コージーハウス小倉屋館”の建築時、旧小倉屋質店の公道に面した土蔵と右側店部は残す。その際、土地内の新旧建物の調和と伊藤とし（上田平三郎、子）の想いを考慮に入れ、新規建物コージーハウス小倉屋館は鉄筋３階建ての屋根部、３ヶ所の門構えを瓦屋根作りとした。

ギャラリー並びに賃貸マンション小倉屋館の構想、その後の運営者：伊藤隆夫（上田平三郎、孫）

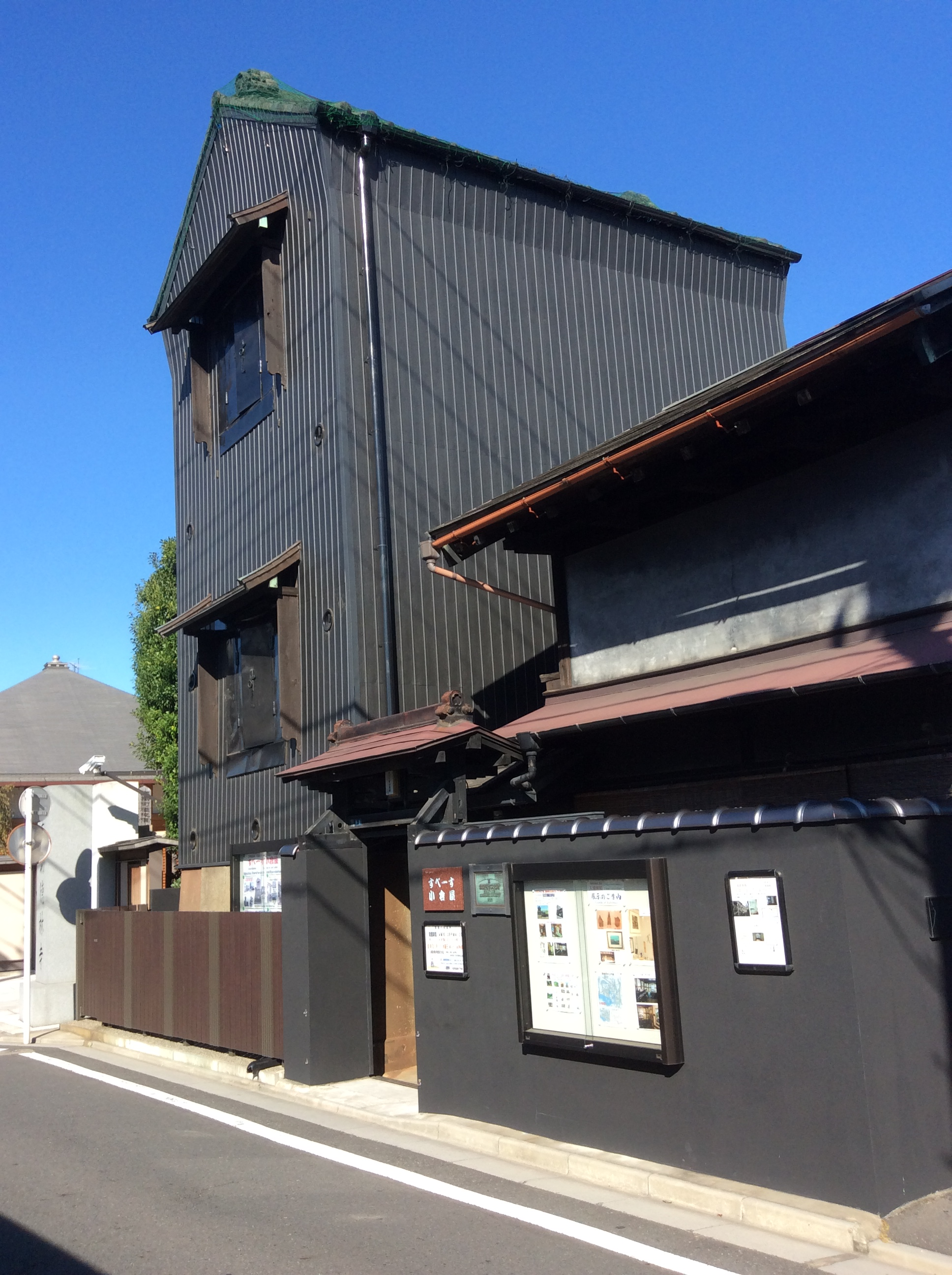
南西側公道より見る（2015年11月3日撮影）
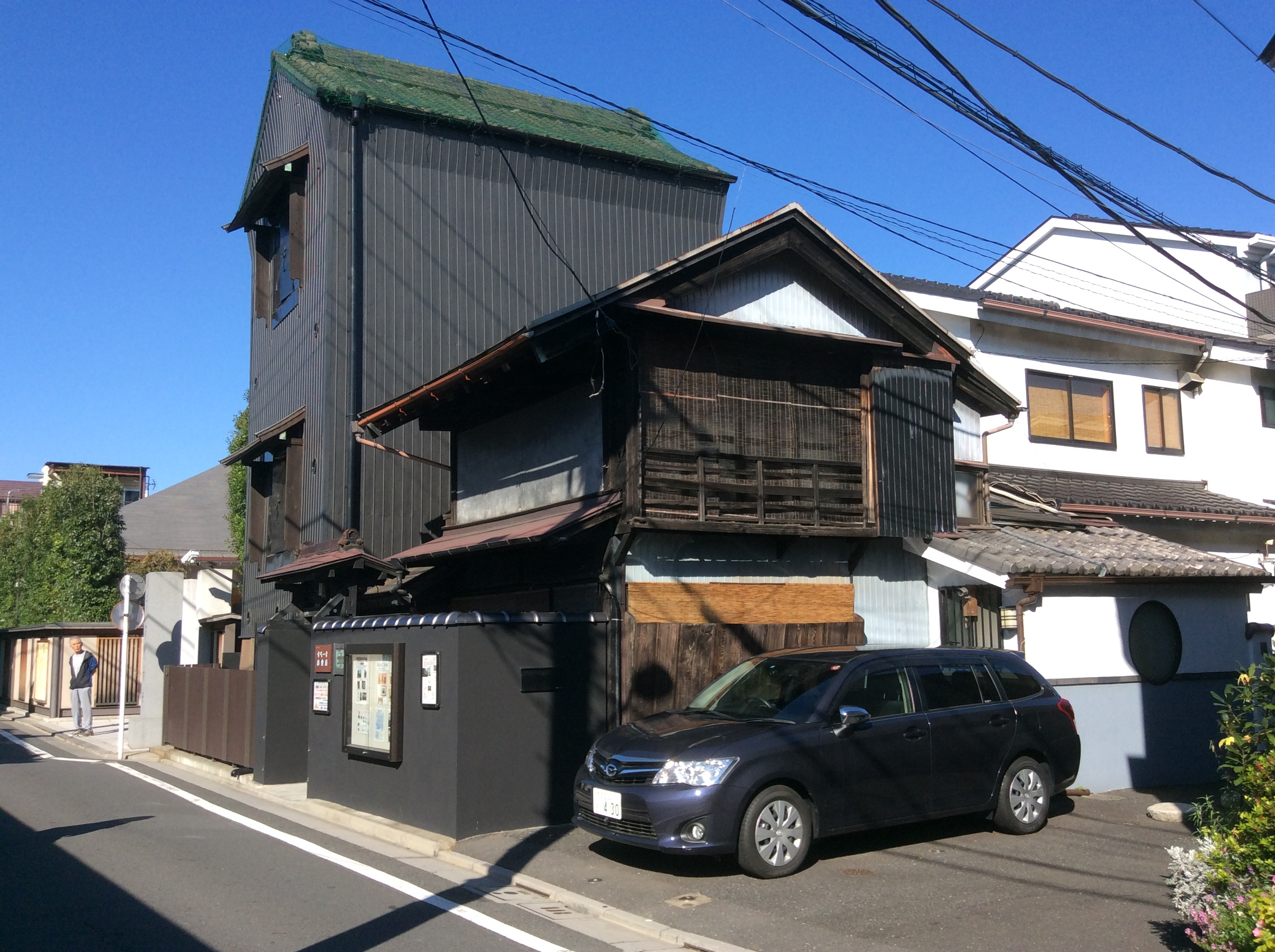
手前店舗、奥は蔵（2015年11月3日撮影）
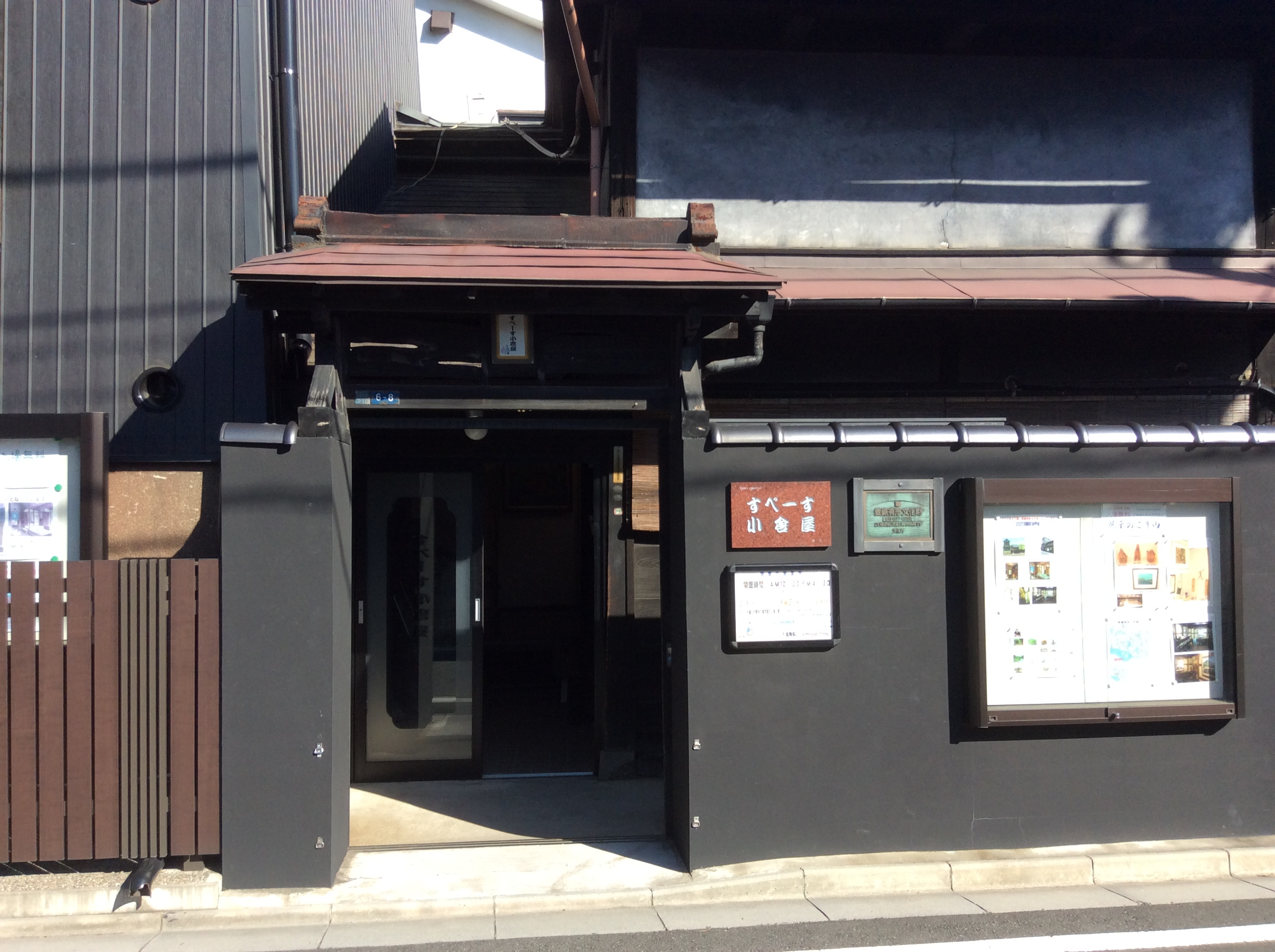
店舗の入口を見る（2015年11月3日撮影）